# Ливен, Иван Андреевич
Барон, граф (с 1799), светлейший князь (с 1826) Ива́н Андре́евич Ли́вен (4 июня 1775, Киев — 26 февраля 1848, Митава) — русский военный деятель немецкого происхождения из рода Ливенов, генерал-лейтенант, участник наполеоновских войн.

## Биография
Родился 24 мая (4 июня) 1775 года в Киеве в семье лифляндских дворян генерал-майора барона Отто Генриха (Андрея Романовича) фон Ливена и его жены Шарлотты Карловны (урожденной Гаугребен). В возрасте четырёх лет был записан на военную службу каптенармусом в артиллерию, в пять лет ему было присвоено звание сержанта, с 13 марта 1789 года — штык-юнкер в армии, в артиллерии. Переведён 5 декабря 1790 года прапорщиком в Семёновский лейб-гвардии полк, с 1 января 1791 года — подпоручик, с 1 января 1794 года — поручик.
Был назначен 16 ноября 1796 года адъютантом к цесаревичу великому князю Александру Павловичу; с 16 апреля 1797 года — штабс-капитан, с 27 июня 1798 года — капитан.
Вместе с матерью и братьями 22 февраля 1799 года был возведён в графское Российской империи достоинство; 9 апреля 1799 года произведён в полковники, 1 октября 1800 года — в генерал-майоры с назначением шефом сводного гарнизонного своего имени полка в Астрахани, в состав которого с 4 марта 1800 по 3 июля 1801 года входил и Астраханский гарнизон. Освобождён от должности шефа полка 19 апреля 1801 года с определением состоять по армии.

Участник русско-прусско-французской войны против французов в 1806—1807 годов, в которой был ранен в ногу при Прейсиш-Эйлау и награждён 8 апреля 1807 года орденом Святого Георгия 3-го класса. 
В воздаяние отличнаго мужества и храбрости, оказанных в сражении против французских войск 27-го января при Прейсиш-Эйлау.
 В 1810—1811 годах принимал участие в Русско-турецкой войне, находился при осаде Никополя, Виддина, под Рушуком.
С началом Отечественной войны 1812 года командовал 10-й пехотной дивизией в 3-й резервной обсервационной армии, впоследствии переименованной в 3-ю Западную армию. Участвовал в сражениях: при Устилуге, при Любомле и под Брест-Литовским.
В кампании 1813 года дивизия Ливена входила в корпус генерала Фабиана Вильгельмовича Остен-Сакена. Ливен принимал участие в сражениях и битвах кампании 1813 года: Битве под Лейпцигом, сражении под Пулавами, при взятии города Ченстохова, при осаде крепости Бреслау, в сражении при Кацбахе. За отличие в боях был удостоен ордена Святого Александра Невского и 15 сентября 1813 года за отличие произведён в генерал-лейтенанты.
В кампании 1814 года участвовал в сражениях при Бриенн-ле-Шато и Ла-Ротьере, где получил ранение в правый бок. Уволен от службы по собственному прошению 1 декабря 1815 года с должности командира 10-й пехотной дивизии.
Именным высочайшим указом от 22 августа 1826 года, в день коронации императора Николая I, вместе с матерью и братьями был возведён в княжеское Российской империи достоинство, с титулом светлости. Умер 14 (26) февраля 1848 года в Митаве Курляндской губернии.

## Награды
- Орден Красного орла 1-го класса (1813, королевство Пруссия)[4]

## Титулы
- Барон — по рождению
- граф — с 1799 года
- светлейший князь — с 22 августа 1826 года

## Семья
Жена (с 1817) — Мария Романовна фон Анреп (1797—1839), дочь генерал-лейтенанта Романа Карловича Анрепа и сестра Иосифа Анрепа; воспитывалась в Смольном институте, который окончила с золотым шифром (1815). За заслуги мужа 29 февраля 1828 года была пожалована в кавалерственные дамы ордена св. Екатерины (малого креста). Дети:
- Мария (1818—1853), замужем за Лудольфом Августом фон Брюнинг[5].
- Павел (1821—1881), подполковник, обер-церемониймейстер, женат на графине Наталье Фёдоровне Пален (1842—1920).
- Шарлотта (1823—1857), с 1845 года в браке за графом Николаем Ивановичем Ламздорфом (1817—1866).
- Эмилия (1824—1883), в браке за бароном Карлом Вильгельмом Георгом фон Мантейфелем (1820—1884).
- Александра (1831—1913), в первом браке за бароном Алексеем Фёдоровичем Шеппингом (1820—1862), во втором — за Теодором Карлом фон Менгденом (1805—1890).